# Il mare calmo della sera
Il mare calmo della sera is het debuutalbum van de Italiaanse zanger Andrea Bocelli. Het album is uitgebracht in 1994.
Het album bevat een mix van aria's uit bekende opera's en de meer populair klassieke nummers als Caruso van Lucio Dalla en Miserere van Zucchero.

## Tracklist
1. Il Mare Calmo Della Sera - Felisatti / Malise[1] / Malise / G. Nuti
2. Ave Maria no morro - Herivelto Martins
3. Vivere - C. Valli / A. Anastasio / G. Trovato
4. Rapsodia - Malise / Malise
5. La Luna Che Non C'e - D.Farina / A. Maggio
6. Caruso - L. Dalla
7. Miserere - Zucchero / Bono / Zucchero
8. Panis Angelicus - César Franck
9. Ah La Paterna Mano uit Macbeth - Giuseppe Verdi
10. E Lucean Le Stelle uit Tosca - Giacomo Puccini
11. La Fleur Que Tu M'Avais Jetée uit Carmen - Georges Bizet
12. L'Anima Ho Stanca uit Adriana Lecouvreur - F. Cilea / A. Colautti
13. Sogno - Francesco Paolo Tosti

## Voetnoot
1. ↑  Malise is een pseudoniem van Zucchero.